# Дроп (фильм)
«Дроп» (англ. Drop) — американский триллер режиссёра Кристофера Лэндона с Меган Фэйхи в главной роли. Премьера состоялась 9 марта 2025 года на SXSW.

## Сюжет
Пытаясь восстановить свою жизнь после смерти мужа-абьюзера, Вайолет решает снова начать ходить на свидания. Попросив сестру присмотреть за сыном, она отправляется в ресторан на встречу с Генри, с которым познакомилась через приложение для знакомств. Во время свидания Вайолет начинает получать странные анонимные сообщения через AirDrop. Они становятся всё более пугающими, а незнакомец начинает угрожать — если Вайолет не будет выполнять его приказы, сообщник убьёт её маленького сына и сестру.

## В ролях
- Меган Фэйхи — Вайолет Гейтс
- Брэндон Скленар — Генри Кэмпбелл
- Вайолетт Бин — Джейн Гейтс
- Джейкоб Робинсон — Тоби Гейтс
- Рид Даймонд — Ричард
- Габриэль Райан — Кара
- Сара Маккормак — хостес
- Джеффри Селф — Мэтт
- Эд Викс — Фил
- Бен Пеллетьер — бородач / мужчина в маске
- Трэвис Нельсон — Коннор
- Сирша Хейден — выпускница в зелёном платье
- Фиона Браун — Дайан
- Стефани Карам — женщина (Zoom)
- Майкл Ши — Блейк

## Производство и премьера
«Дроп» был анонсирован в феврале 2024 года — фильм снимет Кристофер Лэндон по сценарию Джиллиан Джейкобс и Криса Роача, главную роль исполнит Меган Фэйхи. В марте 2024 года к актёрскому составу присоединился Брэндон Скленар, в апреле — Джеффри Селф, Габриэль Райан, Вайолетт Бин и Джейкоб Робинсон, в мае — Эд Викс. Съёмки начались в апреле 2024 года в Ирландии.
Премьера фильма состоялась 9 марта 2025 года на фестивале South by Southwest. В американский прокат фильм вышел 11 апреля 2025 года. Цифровой релиз картины состоялся 29 апреля 2025 года.